# Élections législatives arubaines de 1989
Les élections législatives arubaines de 1989 se déroulent le 7 janvier 1989 à Aruba. Elles donnent lieu à une alternance, le Mouvement électoral du peuple (MEP) formant une nouvelle coalition tripartite avec les partis Alliance démocratique nationale et Parti patriotique arubain au détriment du Parti populaire arubais (AVP). Nelson Oduber (MEP) remplace Henny Eman (AVP) au poste de Ministre-président d'Aruba.

## Contexte
Il s'agit des premières élections depuis l'autonomie obtenue des Antilles néerlandaises en 1986 des suites d'un processus confirmé par référendum en 1977.

## Système politique et électoral
L'île d'Aruba est une île néerlandaise des caraïbes organisée sous la forme d'une monarchie parlementaire. L'île forme un État du Royaume des Pays-Bas à part entière depuis qu'elle s'est séparée des Antilles néerlandaises en 1986. La reine Béatrice en est nominalement le chef de l'État et y est représenté par un gouverneur.
Le parlement est monocaméral. Son unique chambre, appelée États d'Aruba, est composée de 21 députés élus pour 4 ans selon un mode de scrutin proportionnel plurinominal dans une unique circonscription. Les États d'Aruba nomment le Ministre-président et les sept membres du Conseil des ministres qu'il dirige. Ce même Ministre-président propose au souverain un gouverneur d'Aruba, représentant de la couronne nommé pour six ans.

## Résultats
|        |                                       |        |       |        |               |  |  |  |  |
| Partis | Partis                                | Voix   | %     | Sièges | +/-           |  |  |  |  |
|        | Mouvement électoral du peuple (MEP)   | 16 555 | 45,95 | 10     | 2             |  |  |  |  |
|        | Parti populaire arubais (AVP)         | 12 668 | 35,16 | 8      | 1             |  |  |  |  |
|        | Alliance démocratique nationale (ADN) | 2 298  | 6,38  | 1      | 1             |  |  |  |  |
|        | Nouveau parti patriotique (PPN)       | 1 874  | 5,20  | 1      | Nv            |  |  |  |  |
|        | Parti patriotique arubain (PPA)       | 1 772  | 4,92  | 1      | 1             |  |  |  |  |
|        | Parti démocratique arubain (PDA)      | 694    | 1,93  | 0      | 2             |  |  |  |  |
|        | Action démocratique 1986 (AD86)       | 171    | 0,47  | 0      | Nv            |  |  |  |  |
|        |                                       |        |       |        |               |  |  |  |  |
| Total  | Total                                 | 36 032 | 100   | 21     | en stagnation |  |  |  |  |